# Evangelisches Ratsgymnasium Erfurt

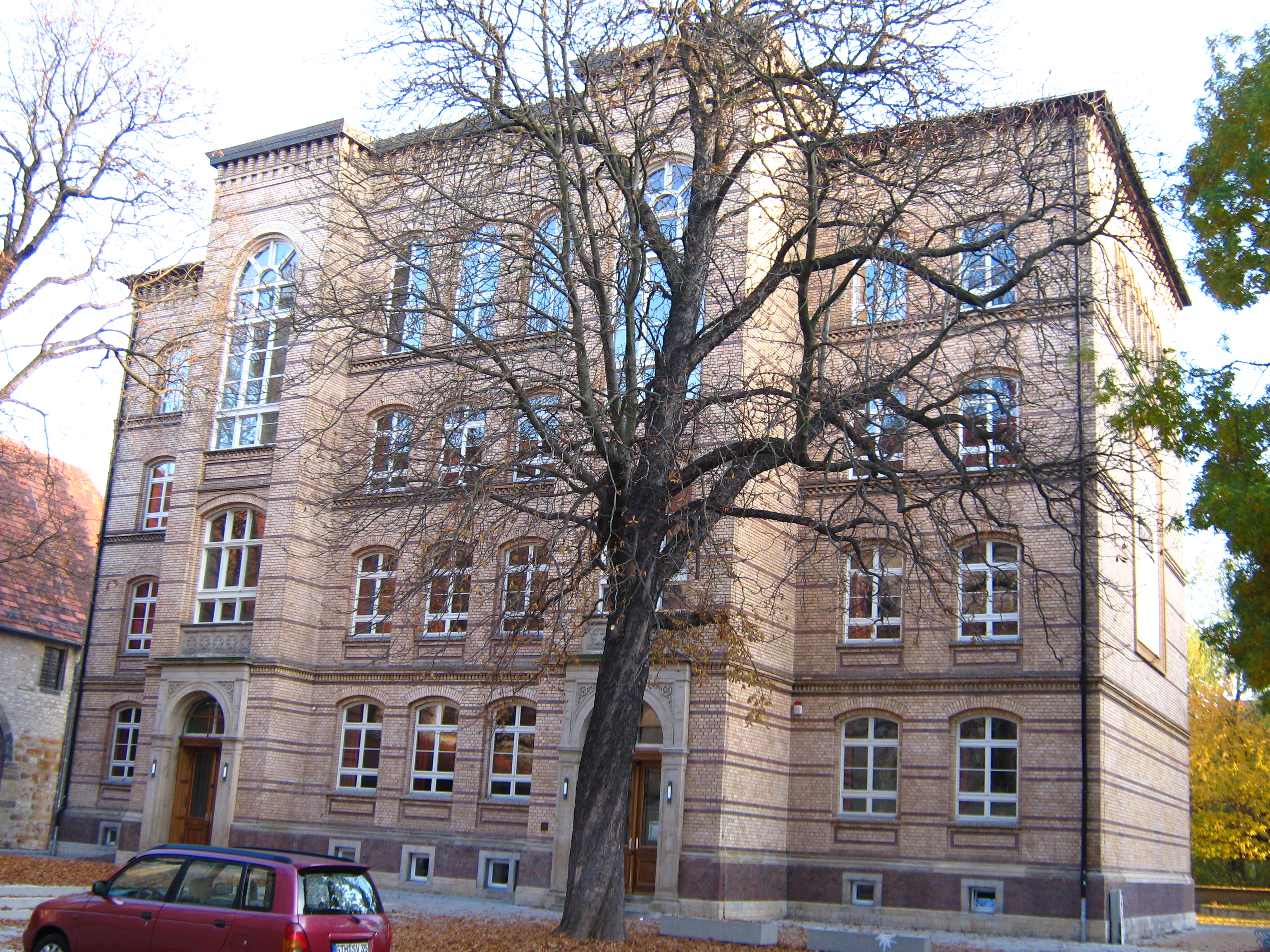
Casinoschule

Liceul Evanghelic este, alături de Liceul Catolic „Edith Stein”, unul dintre cele două licee din Erfurt aflate sub patronaj confesional. Școala se compune din două clădiri, "Casinoschule" și "Haus am Breitstrom".

## Istoric
Liceul Municipal a fost înființat la 9 decembrie 1561 ca gymnasium evangelicum prin hotărârea magistratului orașului Erfurt și inaugurat la 13 ianuarie 1562,  împotriva obiecției arhiepiscopiei. Ca prim director a fost numit Paul Dummrich, elev al lui Philipp Melanchthon.
Sediul școlii a fost mai întâi mănăstirea augustină, secularizată definitiv în anul 1559. De aceea a fost numită și schola sau paedagogium in coenobio Augustiniano. Până la înființarea unei școli iezuite, în 1611, erau admiși, pe lângă copii din familii evanghelice, și elevi cu părinți catolici. În anul 1664, când orașul Erfurt și-a pierdut autonomia, intrând sub dominația Arhiepiscopatului de Mainz, consiliul orașului și-a păstrat responsabilitățile de administrare a școlii cu orientare evanghelică, numită între timp  gymnasium senatorium sau Liceul Municipal.

## Liceu regal din 1820
În 1820 conducerea prusacă a dispus desființarea Liceului Municipal, anunțând totodată înființarea, în baza conceptului humboldtian de educație, a unui liceu neoumanist cu șase clase. Liceul regal a fost inaugurat mai întâi într-o casă de pe strada Eichengasse și s-a mutat ulterior în clădirea fostului colegiu iezuit din strada Schlösserstraße. Patronajul liceului a rămas în continuare în grija orașului Erfurt, singura autoritate superioară fiind cea regală.
În 1894, având în vedere numărul crescut de elevi, municipalitatea a dispus construirea unui nou sediu al școlii pe strada Schiller, inaugurat festiv la 3 iulie 1896.

## Liceu de stat din 1918 până la închidere în anul 1950
După Primul Război Mondial școala a primit o titulatură nouă: Liceul Umanist de Stat Erfurt.  În 1938 și-a luat numele de Liceul de Stat Langemarck.
Sub administrația sovietică, după 1945,  a urmat o nouă schimbare de nume, în Liceul de Stat Thomas-Müntzer. În anul 1950 restructurarea legislativă a dus la desființarea formei de școală liceală.

## Reînființarea sub patronajul bisericii în anul 1992
După reunificare foști elevi și susținători ai Liceului Umanist din Erfurt, conduși de Werner Seydlitz, au solicitat, mai întâi municipalității Erfurt, reînființarea școlii lor în vechea clădire din strada Schiller. Cum însă municipalitatea nu a considerat o necesitate înființarea unui liceu umanist tradițional, parohia evanghelică din Erfurt a acceptat să ia o asemenea școală sub patronajul său. Municipalitatea a pus la dispoziție ca sediu fosta școală de stat, situată lângă Biserica dominicană din centrul istoric al orașului. În 1998 Ministerul Educației din landul Turingia a reacreditat ca liceu instituția de învățământ.
În anul 1999 a fost inaugurată o nouă sală de sport, aflată în apropierea Domului, motiv pentru care poartă numele de Domsporthalle. Din anul 2003 școala utilizează și o clădire modernizată (fost hotel, devenit ulterior Casa prieteniei germano-sovietice), care se află în imediata vecinătate a sediului principal de pe Breitstrom.

## Profilul școlii
Liceul Evanghelic are un profil creștin-umanist. Pentru toți elevii este prevăzută efectuarea unei practici social-diaconale în clasa a zecea.
Toți elevii învață limba latină și limba engleză începând cu clasa a 5-a. La alegere, una din aceste limbi poate fi învățată intensiv; pentru prima limbă străină sunt alocate patru ore pe săptămână, pentru cea de-a doua două. Din clasa a 9-a elevii pot alege o a treia limbă străină: franceza sau greaca veche. Nu exista profil real. O gamă deosebit de bogată de activități în grup (de ex. sport, cor, teatru, olărit, limbi străine, engleza pentru afaceri) prevăzute după-amiaza, completează oferta educațională..
La începutul anului 2011 școala a intrat sub patronajul Fundației evanghelice școlare din Germania centrală.
Școala parteneră: Liceul Evanghelic din Deák Ferenc tér din Budapesta.

## Directori
1. 1562-1571 Paul Dummrich
2. 1571-1575 Basilius Faber
3. 1575-1583 Paul Dummrich
4. 1583-1602 Anton Möcker
5. 1601-1612 Henning Rennemann
6. 1612-1616 Johann Retsch
7. 1616-1643 David Zinckernagel
8. 1643-1654 Liborius Capsius
9. 1654-1655 Justus Herbert Boetticher
10. 1655-1676 Zacharias Hogel d. Ä.
11. 1676-1714 Zacharias Hogel d. J.
12. 1714-1754 Hermann Nicolaus Stieler
13. 1754-1759 Eusebius Ernst Stieler
14. 1759-1777 Hermann Ernst Rumpel
15. 1778-1794 Heinrich August Frank
16. 1794-1804 Johann Joachim Bellermann
17. 1804-1805 Johann Jakob Friedrich Sinnhold
18. 1805 Johann Ernst Möller
19. 1805-1807 Johann Christoph Petri
20. 1807-1820 Johann Friedrich Müller
21. 1820-1843 Johann Gottlieb Friedrich Strass
22. 1843-1864 Georg Schöler
23. 1864-1867 Johann Adam Hartung
24. 1867-1881 Adolf Friedrich Albert Dietrich
25. 1882-1887 Albert Hartung
26. 1888-1891 Gottlieb Leuchtenberger
27. 1892-1893 Georg Friedrich Heß
28. 1893-1907 Richard Thiele
29. 1908-1924 Johannes Biereye
30. 1924-1937 Georg Boesch
31. 1937-1939 Herbert Holtdorf
32. 1939-1945 Wilhelm Rögels
33. 1945-1950 Gottfried Wolterstorff
34. 1950-1951 Hieronymus Krause
35. 1992-2000 Robert Schilling
36. 2001-2020 Michael Friese